# (24709) Mitau
(24709) Mitau est un astéroïde de la ceinture principale.

## Description
(24709) Mitau est un astéroïde de la ceinture principale. Il fut découvert le 6 août 1991 à La Silla par Eric Walter Elst. Il présente une orbite caractérisée par un demi-grand axe de 3,05 UA, une excentricité de 0,15 et une inclinaison de 2,6° par rapport à l'écliptique.

## Compléments